# Trude Dybendahl
Trude Dybendahl, également connue comme Trude Dybendahl-Hartz ou Trude Dybendhal Hartz, née à Oslo le 8 janvier 1966 et morte le 23 août 2024, est une fondeuse norvégienne.

## Palmarès

### Jeux olympiques
- Jeux Olympiques de 1988 à Calgary (Canada) :
  -  Médaille d'argent en relais 4 × 5 km.
- Jeux Olympiques de 1992 à Albertville (France) :
  -  Médaille d'argent en relais 4 × 5 km.
- Jeux Olympiques de 1994 à Lillehammer (Norvège) :
  -  Médaille d'argent en relais 4 × 5 km.

### Championnats du monde
- Championnats du monde 1991 à Val di Fiemme (Italie) :
  -  Médaille d'or en relais 5 km.
  -  Médaille d'argent en 15 km.
  -  Médaille de bronze en relais 4 × 5 km.
- Championnats du monde 1993 à Falun (Suède) :
  -  Médaille de bronze en 5 km.
  -  Médaille de bronze en 4 × 5 km.
- Championnats du monde 1997 à Trondheim (Norvège) :
  -  Médaille d'argent en relais 4 × 5 km.

### Coupe du monde
- Meilleur classement au général : 3e en 1990.
- 18 podiums dont 7 victoires en course.

#### Victoires individuelles
| Date             | Lieu          | pays             | Compétition |
| ---------------- | ------------- | ---------------- | ----------- |
| 14 janvier 1990  | Moscou        | Union soviétique | 7,5 km TC   |
| 10 mars 1990     | Örnsköldsvik  | Suède            | 5 km TC     |
| 17 mars 1990     | Vang          | Norvège          | 20 km PU    |
| 12 février 1991  | Val di Fiemme | Italie           | 5 km TC     |
| 9 mars 1993      | Lillehammer   | Norvège          | 5 km TC     |
| 18 décembre 1996 | Oberstdorf    | Allemagne        | 10 km TC    |
| 11 mars 1997     | Sunne         | Suède            | SP TL       |

Légende :

TC = classique

TL = libre

MS = départ en masse

HS = départ avec handicap

PU = poursuite